# タミネ・タデマ＝フローネフェルト
タミネ・タデマ＝フローネフェルト（Thamine Tadama-Groeneveld、本名:Thamina Henriëtte Bartholda Jacoba Tadama-Groeneveld、1871年10月15日 - 1938年4月3日）は、オランダの画家である。印象派のスタイルで主に海岸や海の風景を描いた。

## 略歴
ユトレヒトで生まれた 。アムステルダムの国立美術学校(Rijksacademie voor Beeldende Kunsten in Amsterdam)でCarel Dake(1857–1918)やウィレム・ファン・コナイネンブルフ（Willem van Konijnenburg; 1868-1943）らに学んだ。1895年に画家のフォッコ・タダマ(1871-1937)と結婚した。はじめ、花や静物画を描いたが、その後海岸や海の風景、漁師を描いた人物画を油彩や水彩で描いた。
ヘルダーラント州のヘールスム(Heelsum)や北ホラント州のブルメンダール、エグモント・アーン・ゼー(Egmond aan Zee)、南ホラント州のカトウェイク・アーン・ゼー(Katwijk aan Zee)、ユトレヒト州のヴィーネンダールなどで作品を描いた。20世紀に入る頃、エグモント・アーン・デン・ゼーで夏の間、美術学校を開いたジョージ・ヒッチコックに学んだ 。印象派の画家に位置づけられるが、より写実的なスタイルの画家であった。
アムステルダムやデン・ハーグ、アーネムの展覧会に出展し、1912年にアーネムの展覧会で銀賞を受賞した。夫との間に2人の子供はいたが、妻の作品に比べ評価の低かった夫のフォッコ・タダマは1910年に単身でアメリカに渡りシアトルで美術教師として働いた。
タミネはアムステルダムの美術団体、「Arti et Amicitiae（芸術と友情）」の会員になった。
1938年に北ホラント州のザントフォールトで亡くなった。

## 作品

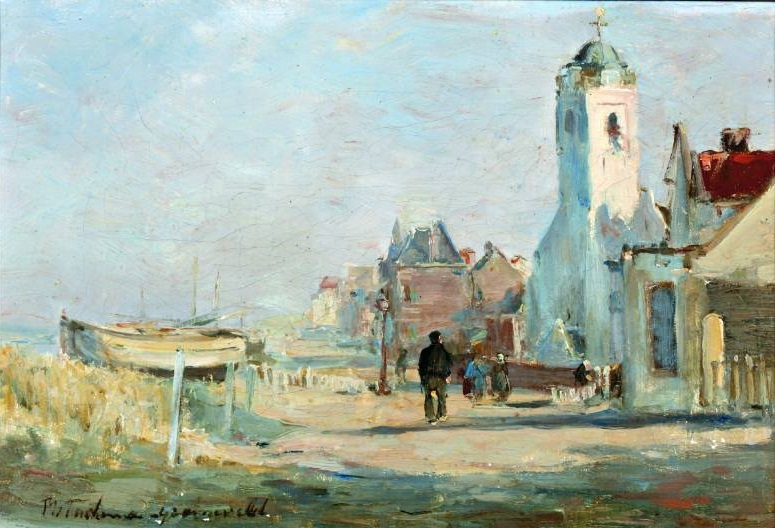
カトウェイクの風景(c.1900)
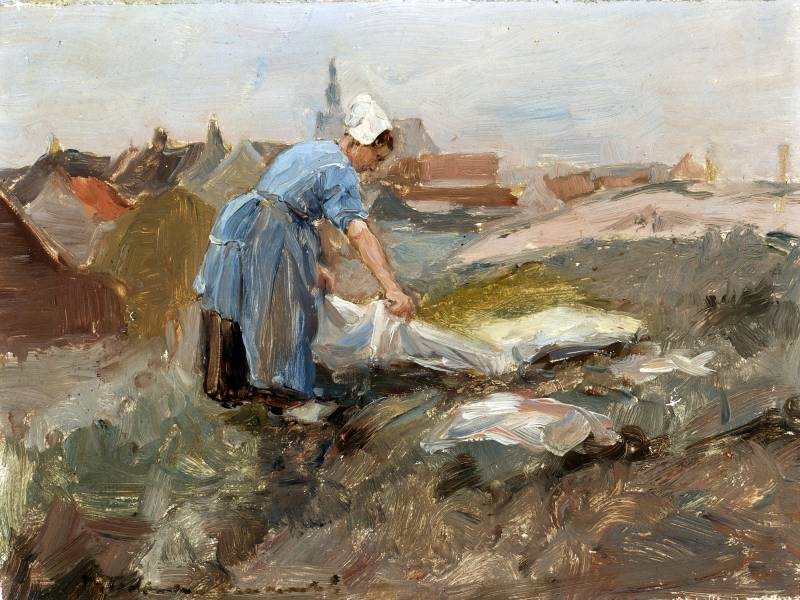
カトウェイクの洗濯場の漁師の女房(c.1895)
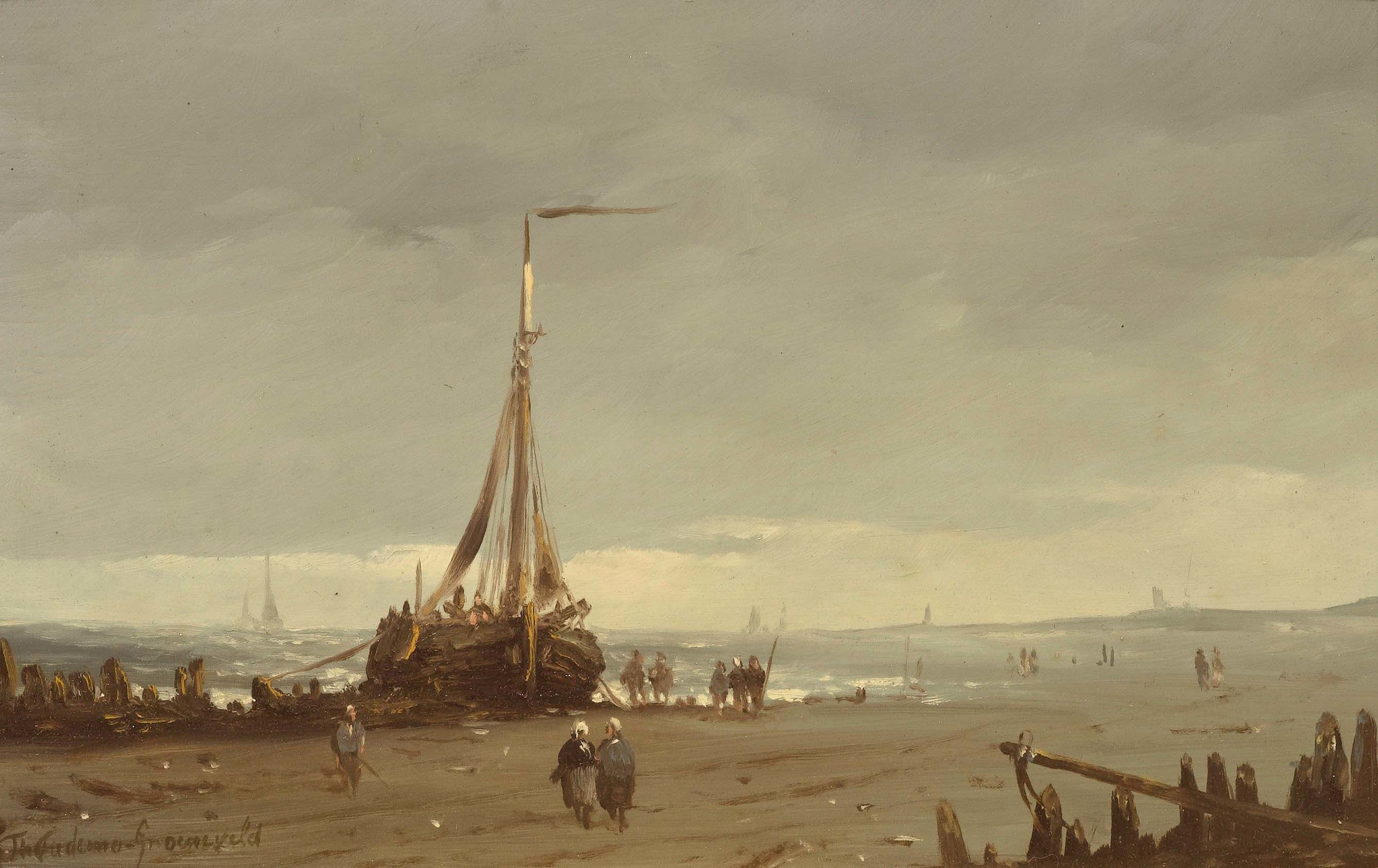
岸辺の帆船